# Crepidopteris draytonianum
Crepidopteris draytonianum là một loài dương xỉ trong họ Hymenophyllaceae. Loài này được Degener & I.Deg. mô tả khoa học đầu tiên năm 1962.
Danh pháp khoa học của loài này chưa được làm sáng tỏ. 